# Kypello Ellados 1970-1971
La Coppa di Grecia 1970-1971 è stata la 29ª edizione del torneo. La competizione è terminata il 9 giugno 1971. L'Olympiacos ha vinto il trofeo per la quattordicesima volta, battendo in finale il PAOK.

## Primo turno
| Squadra 1            | Risultato         | Squadra 2           |
| -------------------- | ----------------- | ------------------- |
| AEK Atene            | 5 – 1             | Fivos Kremastis     |
| Aias Salamina        | 4 – 2             | Irodotos            |
| Apollōn Smyrnīs      | 2 – 1             | EPA Larnaca         |
| Panīleiakos          | 1 – 0             | Panachaïkī          |
| Kalamata             | 1 – 0             | PAS Giannina        |
| Panaitōlikos         | 0 – 0 (6 – 5 dtr) | Anagennisi Arta     |
| Chalkis              | 1 – 1 (3 – 1 dtr) | Edessaïkos          |
| Lamia                | 1 – 0             | Kastoria            |
| Apollon Kryas Vrysis | 1 – 0             | Anagennīsī Karditsa |
| Nikī Volo            | 1 – 1 (3 – 1 dtr) | Larissa             |
| Īraklīs              | 2 – 0             | Makedonikos         |
| Olympiakos Xanthi    | 1 – 0             | Panserraïkos        |
| Pandramaïkos         | 2 – 0             | Skoda Xanthi        |
| Orestis Orestiada    | 1 – 0             | Doxa Dramas         |
| Panchiakos           | ?–?               | ?                   |
| Pannafpliakos        | ?–?               | ?                   |

Passa automaticamente il turno:
| Squadra            |
| ------------------ |
| Arīs Salonicco     |
| PAOK               |
| Olympiacos         |
| Egaleo             |
| Kallithea          |
| Paniōnios          |
| OFI Creta          |
| Trikala            |
| Panathīnaïkos      |
| Pierikos           |
| Apollōn Kalamarias |
| Panelefsiniakos    |
| Atromītos          |
| Olympiakos Volos   |
| Kavala             |
| Vyzas              |

## Sedicesimi di finale
| Squadra 1            | Risultato         | Squadra 2          |
| -------------------- | ----------------- | ------------------ |
| Pandramaïkos         | 1 – 2             | Olympiacos         |
| Kallithea            | 0 – 2             | PAOK               |
| Lamia                | 1 – 4             | AEK Atene          |
| Īraklīs              | 5 – 2 (dts)       | Kavala             |
| Paniōnios            | 2 – 1 (dts)       | Aias Salamina      |
| Kalamata             | 0 – 6             | Panathīnaïkos      |
| Panaitōlikos         | 1 – 0             | Apollōn Kalamarias |
| Pannafpliakos        | 2 – 0             | Vyzas              |
| Trikala              | 2 – 1             | Arīs Salonicco     |
| Olympiakos Volos     | 0 – 0 (4 – 3 dtr) | Apollōn Smyrnīs    |
| Chalkis              | 1 – 0             | Egaleo             |
| Panchiakos           | 0 – 1             | Panīleiakos        |
| Panelefsiniakos      | 2 – 1             | Pierikos           |
| Olympiakos Xanthi    | 3 – 0             | Orestis Orestiada  |
| Apollon Kryas Vrysis | 2 – 1 (dts)       | Nikī Volo          |
| Atromītos            | 4 – 0             | OFI Creta          |

## Ottavi di finale
| Squadra 1       | Risultato | Squadra 2            |
| --------------- | --------- | -------------------- |
| AEK Atene       | 4 – 0     | Panīleiakos          |
| Olympiacos      | 4 – 0     | Chalkis              |
| Paniōnios       | 2 – 0     | Panaitōlikos         |
| Īraklīs         | 6 – 2     | Olympiakos Xanthi    |
| PAOK            | 6 – 1     | Trikala              |
| Atromītos       | 3 – 0     | Apollon Kryas Vrysis |
| Panelefsiniakos | 0 – 2     | Olympiakos Volos     |
| Panathīnaïkos   | 3 – 0     | Pannafpliakos        |

## Quarti di finale
| Squadra 1 | Risultato | Squadra 2        |
| --------- | --------- | ---------------- |
| AEK Atene | 6 – 1     | Olympiakos Volos |
| Atromītos | 1 – 4     | Olympiacos       |
| Īraklīs   | 2 – 0     | Paniōnios        |
| PAOK      | 3 – 2     | Panathīnaïkos    |

## Semifinali
| Squadra 1 | Risultato | Squadra 2  |
| --------- | --------- | ---------- |
| Īraklīs   | 1 – 2     | Olympiacos |
| PAOK      | 3 – 2     | AEK Atene  |

## Finale
| Arbitro: | Christos Michas (Atene) |

|                                           |           |             |
| Angelis 18’ Gioutsos 43’ Papadopoulos 82’ | Marcatori | 47’ Sarafis |